# 秋田県道403号秋田男鹿自転車道線
秋田県道403号秋田男鹿自転車道線（あきたけんどう403ごう あきたおがじてんしゃどうせん）は秋田県秋田市から男鹿市を通る自転車道である。

## 概要

### 路線データ
- 総延長 : 38.575 km[2]
- 実延長 : 14.570 km[2]
- 起点 : 秋田県秋田市山王2丁目186番地先（秋田県道401号雄和仁別自転車道線、秋田県道56号秋田天王線交点・秋田県道26号秋田停車場線重複。山王十字路）[3]
- 終点 : 秋田県男鹿市船川港船川栄町68番地先（秋田県道59号男鹿半島線・交点。NTT前（男鹿ビル）交差点）[3]

## 歴史
- 1988年（昭和63年）11月11日 - 秋田県道に認定される[3]。

## 路線状況

### 重複区間
重複区間（24,005 m）
- 国道7号（秋田市八橋南 - 秋田市土崎港）
- 秋田県道56号秋田天王線（秋田市土崎港 - 秋田市下新城中野字街道端西234番の3）
- 国道101号（男鹿市脇本脇本字七沢32番2 - 男鹿市船川港日詰字羽立7）
- 秋田県道59号男鹿半島線（男鹿市船川港日詰字羽立7 - 男鹿市船川港船川栄町・終点）

単独区間
- 秋田市下新城中野字街道端西234番の3（県道56号・交点） - 男鹿市脇本脇本字七沢32番2（国道101号・交点）

## 地理

### 通過する自治体
- 秋田県
  - 秋田市 - 潟上市 - 男鹿市

### 交差する道路
- 秋田県道401号雄和仁別自転車道線（秋田市山王2丁目、起点）
- 秋田県道26号秋田停車場線（秋田市内・重複区間）
- 国道7号（秋田市内・重複区間）
- 秋田県道56号秋田天王線（秋田市内・重複区間）

単独区間
- 国道101号（男鹿市内・重複区間）
- 秋田県道59号男鹿半島線（男鹿市船川港船川栄町、終点）

重複路線内は、各道路に接続する接続路線あり。

### 道の駅
- おが（登録上は「男鹿市道」となっている）